# カビー・ザ・ベアー
カビー・ザ・ベアー（CUBBY THE BEAR、通称カビー）は、北海道日本ハムファイターズ (ファーム)の球団マスコットキャラクター、鎌ケ谷市の親善大使。子熊をモチーフとしている。ユニフォームの背ネーム表記は「C・B」だが、「シー・ビー」と読むのは誤り。なお名前は英語で子熊を指す「カブ（CUB）」に因む。 

## 特徴
- 2006年より北海道日本ハムファイターズの2軍球場でのマスコットとして活躍している。一軍マスコットのB・B（ブリスキー・ザ・ベアー）の弟にあたる。なお、1軍と2軍の連動したマスコットは日本球界初である。

- 千葉県鎌ヶ谷市のファイターズ鎌ケ谷スタジアムで、応援団と共に応援を行っている。応援時は、応援団より太鼓を借りて叩いている。

- 試合のない日やオフシーズンには、ファイターズスタジアムの地元である鎌ケ谷市を中心とした周辺地域の幼稚園、保育園に出向きグリーティングを行っている。

- 年齢設定は当初3歳で設定され、その後誕生日イベントまでに一定のノルマを達成することで年齢が上昇する形となっている。2010年の誕生日にはオリジナルうちわ販売を完売させ4歳となり[1]、長らくノルマ未達成により4歳の設定が続いたが2019年は7月3日に公式Twitterにて年齢上昇の可否を判断する動画ツイートが投稿され誕生日イベント日時点で同ツイートでの2019いいね取得のノルマを達成し5歳となっている[2][1]。

- また鎌ケ谷市周辺の祭りやイベントに参加し、グリーティングを行うことも多い。これらの活動が注目され、2007年7月16日に鎌ケ谷市より同市の親善大使に任命された[3]。

- お菓子などを食べることが大好きだが、そのせいか腹部が出ており、B・Bにお腹が出ていることをアクションをつけて表現されるなどネタにされることがある。

- 2010年春からtwitterを始めた[4]。幼い子供であるため言葉がままならず当初は小さい文字・濁音・半濁音を表記出来なかったが、2019年のバースデーイベントで5歳となったのをきっかけに濁点・小文字・片仮名・一部絵文字が使用できるようになった[1]。

- 2010年12月16日、鎌ケ谷警察署の一日署長兼かまがや防犯大使に任命され、防犯キャンペーンに参加した。[5]

- 2021年放送のテレビアニメ『マジカパーティ』第33話にゲスト出演し、ブリスキー・ザ・ベアー、ポリーポラリス、フレップ・ザ・フォックスらと共にファン代表の1人として、他のパ・リーグマスコットと共にカメオ出演していた。

- ファーム専属マスコット同士という縁から、2024年からイースタン・リーグに参加したオイシックス新潟アルビレックス・ベースボール・クラブのマスコット・アルファくんとのコラボグッズが2024年8月に発売された。アルファくんのNPB他球団マスコットとのコラボレーションはこれが初であった[6]。